# Филята
Филята — деревня в Пестяковском районе Ивановской области, входит в состав Пестяковского сельского поселения.

## География
Деревня расположена близ дороги Пестяки-Иваново, в 7 километрах от Пестяков. Находится на пути регулярного автобусного сообщения.

### Внутреннее деление
Состоит из 3-х улиц: Центральной, Зелёной и Лесной.

## История
В конце XIX — начале XX века деревня входила в состав Нижнеландеховской волости Гороховецкого уезда Владимирской губернии, с 1925 года — в составе Пестяковской волости Шуйского уезда Иваново-Вознесенской губернии. В 1859 году в деревне числилось 23 дворов, в 1905 году — 32 дворов.
С 1929 года деревня являлась центром Филятского сельсовета Ландеховского района, с 1931 года — в составе Пестяковского района, с 2005 года — в составе Пестяковского сельского поселения.

## Население
| 1859 | 1905 | 2010 |
| ---- | ---- | ---- |
| 159  | ↗174 | ↗212 |

Население вынуждено уезжать на заработки в соседние населённые пункты. В частности, существует маятниковая миграция в Пестяки и обратно, в которой участвуют учителя, работники пестяковских предприятий.

## Инфраструктура
В деревне имеются Филятская основная школа (действует с 1912 года) и клуб. Оборудование для клуба было закуплено по программе "Сельская дискотека".

## Этнографическое расположение
Филята относятся к Пестяковскому этноучастку Ландеховско-Мугреевской этнографической зоны Суздальской земли.